# Low Kick and Hard Bop
Low Kick and Hard Bop è il terzo album in studio della cantautrice e musicista olandese Solex, uscito nel 2001 per Matador Records.

## Tracce
1. Low Kick and Hard Bop - 3:12
2. Mere Imposters - 2:23
3. Have You No Shame, Girl? - 3:09
4. Not a Hoot! - 2:49
5. Knee-High - 2:41
6. Honey (Amsterdam Is Not L.A.!) - 3:22
7. Shoot! Shoot! - 3:08
8. Comely Row - 3:22
9. Ease Up You Fundamentalists! - 2:34
10. The Dot on the I Between the H and the T - 2:36
11. Good Comrades Go to Heaven - 3:39
12. Cayenne - 2:08
13. Ololo - 3:08
14. You Say Potato, I Say Aardappel - 1:37
15. Look... No Fingerprints! - 2:21

## Formazione
Tutti gli strumenti sono stati suonati dalla stessa Solex, che ha curato anche testi, registrazione e produzione, eccetto ove indicato.
- Andrew Blick - tromba in "Knee-High"
- Robert Lagendijk - batteria
- Frank Van Der Weij - missaggio

## Accoglienza
| Recensione | Giudizio |
| ---------- | -------- |
| Metacritic | 69/100   |
| AllMusic   |          |
| Pitchfork  | 6.8/10   |

Generalmente l'album è stato accolto positivamente dalla cririca, ma si sono comunque avvicendati pareri diversi.
Ad esempio per Metacritic, che assegna punteggi in centesimi tramite recensioni di critici specializzati, l'album ha totalizzato 68 punti, dimostrando recensioni "generalmente favorevoli". Invece la giornalista Heather Phares su Allmusic descrive l'album, votato 4.5 stelle su 5, come "evocativo e selvaggiamente creativo, ma non immediatamente accessibile".